# Den fynske hovedbane
Den fynske hovedbane er jernbanestrækningen mellem Nyborg og Fredericia. Den løber parallelt med ny jernbane over Vestfyn.

## Historie
I starten af 1860'erne blev det diskuteret ivrigt, om jernbanen over Fyn skulle ende i Middelfart med overfart til Snoghøj – som så skulle være udgangspunkt for de jyske baner – eller i Strib med overfart til Fredericia. Begge steder havde der været færgedrift i århundreder.
Efter nederlaget i krigen i 1864 vejede militære hensyn tungt, så knudepunktet for de jyske baner og færgefarten til Fyn blev lagt bag Fredericias beskyttende volde. Strib skulle altså være endestation for den fynske hovedbane, dog med det kompromis, at banen gik forbi Middelfart på vej til Strib.
Strækningen fra Nyborg til Middelfart blev anlagt af Peto, Brassey and Betts og åbnet 8. september 1865. Rejsende til Jylland kunne fra Middelfart station transporteres i to "større postkareter" til Middelfart Dampskibsbro, hvorfra de blev færget over Lillebælt til Snoghøj.
1. november 1866 blev strækningen forlænget fra Middelfart til Strib. På færgeruten til Fredericia blev Danmarks første jernbanefærge indsat i 1872. Fra 15. juni 1891 brugte man to færger, så et helt iltog kunne færges over – postvogne og bagagevogn med den ene, 5 passagervogne med den anden. I 1897 blev der overført 200 vogne pr. døgn, så allerede dengang begyndte man at drømme om en bro over Lillebælt.

### Lillebæltsbroen
Lillebæltsbroen blev åbnet 14. maj 1935. Dagen efter blev Strib station og færgefarten nedlagt, og Middelfarts nye station blev taget i brug. Den gamle lå 1 km øst for centrum, fordi togene skulle nordpå til Strib. Den nye kunne lægges få hundrede meter syd for centrum, fordi togene skulle vestpå til broen og Fredericia, der også fik ny station til afløsning for rebroussementsstationen ved færgehavnen.

### Stribbanen
Efter åbningen af Lillebæltsbroen blev strækningen Middelfart-Strib degraderet fra dobbeltsporet hovedbane til enkeltsporet godsbane, herefter kaldt Stribbanen. Den blev sluttet til Middelfarts nye station via havnebanen, som også blev omlagt fra den gamle til den nye station.
Stribbanens østlige spor blev nedlagt og dets tracé brugt til anlæg af vej mellem Middelfart og Strib i 1935-36. Fra 1937 blev persontrafikken varetaget af DSB's rutebiler på den nye strandvej. Men under Besættelsen, hvor der var mangel på gummi, måtte man så vidt muligt erstatte rutebiler med tog. DSB havde ikke materiel stationeret i Middelfart, men Brenderupbanen havde en generatordrevet motorvogn, der pga. tidens indskrænkede køreplan ikke var fuldt beskæftiget. Den genoptog persontogsdriften på Stribbanen 15. januar 1944. Efter Besættelsen kunne DSB selv overtage kørslen 12. oktober 1945, men 8. juni 1947 blev persontrafikken på Stribbanen nedlagt for anden gang – nu definitivt. Det vestlige spor blev liggende til 2000, hvorefter resten af tracéet også blev til vej og cykelsti. 

### Knudshovedbanen
Efter succesen med jernbanefærger på Lillebælt kom turen til Storebælt, hvor dampfærgesejlads blev indledt 1. december 1883. Da hjulfærgerne ikke kunne sejle i is, anlagde man en jernbane fra Nyborg Station ud til kysten ved Knudshoved og Slipshavn, så man herfra kunne transportere passagererne med isbryder eller isbåde, når der var isvinter.
Knudshovedbanen var færdig i november 1882. I 1892 blev Knudshoved mole indviet, så isbryderne kunne lægge til og udveksle passagerer med togene, der kunne køre helt ud på molen. Ved Slipshavn var vandet ikke dybt nok til de større færger, der efterhånden blev taget i brug, så banen herud blev nedlagt i 1905. Knudshovedbanen blev især brugt til sit formål i isvintrene 1922 og 1929, men herefter og frem til starten af 1950'erne blev den mest brugt til badetog fra Odense. Banen blev nedlagt i 1956 for at give plads til motorvejen ud til Storebæltsoverfartens nye bilfærgeleje i Knudshoved.

## Standsningssteder
- Nyborg Færge (Ngf) - jernbanefærgeforbindelse med Korsør til 1997, hvor den blev nedlagt ved åbningen af Storebæltsforbindelsen.
- Nyborg station (Ng) fra 1997 - banen fortsætter via Storebæltsforbindelsen til Korsør station. Den tidligere Nyborg station lige nord for færgehavnen havde forbindelse med Svendborg-Nyborg Banen, Nyborg-Ringe-Faaborg Banen og Knudshovedbanen.
- Hjulby station (Ju), nedlagt som trinbært den 22. maj 1977[3][4], sidespor nedlagt den 1. november 1970[5]
- Ullerslev station (Uv), nedsat til trinbræt i 1973[6], nedlagt den 22. maj 1977[3][4].
- Langeskov station (Lv), nedsat til trinbræt med sidespor den 30. september 1973[6], nedlagt som trinbræt den 22. maj 1977[3][4], aftalt genåbning i 2013 med ny placering udskudt på ubestemt tid pga. overskridelse.[7]. Genåbnet i september 2015.
- Marslev station (Mv), nedsat til trinbræt i 1973[6], nedlagt som trinbræt den 22. maj 1977[3][4].
- Odense banegård (Od) - forbindelse med Svendborgbanen, Nordfynske Jernbane til Bogense, Odense-Kerteminde-Martofte Jernbane og Nordvestfynske Jernbane til Middelfart og Bogense via Brenderup.
- Holmstrup station (Hp), nedsat til trinbræt juni 1973[6]
- Render trinbræt (Ret), nedlagt i 1971[8].
- Tommerup station (Tp) - forbindelse med Assensbanen.
- Skalbjerg station (Sc).
- Bred station (Bd).
- Aarup station (Ap).
- Gelsted station (Gd).
- Ejby station (Eb).
- Nørre Aaby station (Na).
- Kauslunde station (Ka), nedsat til trinbræt juni 1973[6]
- Middelfart station (Md), flyttet i 1935 - forbindelse med Nordvestfyenske Jernbane til Odense og Bogense via Brenderup.
- Strib station, nedlagt i 1935.
- Broen trinbræt (Lbt), nedlagt.
- Snoghøj station (Sno) fra 1993, forgreningsstation til Taulov.
- Fredericia station (Fa) - forbindelse med Fredericia-Padborg og Fredericia-Aarhus.

## Trafik
Strækningen trafikeres af alle typer trafik. Persontrafik varetages af DSB med Intercity, InterCityLyn og internationale tog på hele strækningen samt regionaltog mellem Odense og Fredericia. Derudover er der godstog fra Railion og andre selskaber. Det var lokaltog imellem Nyborg og Odense indtil den 22. maj 1977, hvor mellemstationerne blev nedlagt. Dog var der en enkelt morgentog fra Nyborg til Odense, som stoppede på nedlagte stationer indtil 1979. En ny Langeskov Station blev åbnet i 2015.

## Bevaret nedlagt banetracé

### Stribbanen
Fra 1935 forlod sporet fra Nyborg det oprindelige tracé syd for Brovejen for at svinge mod vest. Stykket herfra til nord for Odensevej, hvor Stribbanen blev sluttet til den nye havnebanestrækning, kan stadig ses på luftfotos som en stribe bevoksning, men er ikke tilgængeligt, fordi det er inddraget til villahaver. Langs Strandvejen kan det dobbeltsporede tracé kun ses de steder, hvor der i 1935 var overskæringer, så man af hensyn til oversigtsforholdene lagde vejen lidt væk fra banen.
Tracéet er bevaret som asfaltsti fra Odensevej forbi den gamle Middelfart station på Industrivej.
- Den fynske hovedbanes dobbeltsporede tracé bagved Industrivej
- Efter Middelfarts gamle station fortsætter tracéet grusbelagt til Fynsvej
- Nord for den tidligere overskæring på Strandvejen ses kanten af banetracéet
- Lidt længere nordpå ses det tydeligt mod syd, at det er hovedbanens dobbeltsporede tracé
- Ved Rudbæksbanke ses det dobbeltsporede tracé – her var der også en overskæring

- Wikimedia Commons har flere filer relateret til Stribbanen